# Medicine Lodge
Medicine Lodge és una població dels Estats Units a l'estat de Kansas. Segons el cens del 206 tenia 2.036 habitants.

## Demografia
Segons el cens del 2000, Medicine Lodge tenia 2.193 habitants, 922 habitatges, i 609 famílies. La densitat de població era de 705,6 habitants/km².
Dels 922 habitatges en un 30,9% hi vivien nens de menys de 18 anys, en un 53,8% hi vivien parelles casades, en un 9,1% dones solteres, i en un 33,9% no eren unitats familiars. En el 30,7% dels habitatges hi vivien persones soles el 16,7% de les quals corresponia a persones de 65 anys o més que vivien soles. El nombre mitjà de persones vivint en cada habitatge era de 2,34 i el nombre mitjà de persones que vivien en cada família era de 2,9.
Per edats la població es repartia de la següent manera: un 25,1% tenia menys de 18 anys, un 7,2% entre 18 i 24, un 24,7% entre 25 i 44, un 22,2% de 45 a 60 i un 20,9% 65 anys o més.
L'edat mediana era de 41 anys. Per cada 100 dones de 18 o més anys hi havia 88,6 homes.
La renda mediana per habitatge era de 35.262$ i la renda mediana per família de 41.053$. Els homes tenien una renda mediana de 30.319$ mentre que les dones 18.750$. La renda per capita de la població era de 16.231$. Entorn del 7,4% de les famílies i el 9,4% de la població estaven per davall del llindar de pobresa.

## Poblacions més properes
El següent diagrama mostra les poblacions més properes.